# Autrecourt-et-Pourron
Autrecourt-et-Pourron là một xã ở tỉnh Ardennes, thuộc vùng Grand Est ở phía bắc nước Pháp.